# 한국동물보호협회
한국동물보호협회는 동물학대행위방지, 유기동물보호조치, 멸종위기에 처한 동물보존 등 동물보호로 우리사회 정서함양과 박애정신 구현을 목적으로 1991년 12월 4일 설립허가된 대한민국 농림축산식품부 소관의 재단법인이다. 사무실은 대구광역시 남구 대명10동 1593-19에 있다.

## 같이 보기
- 한국동물복지협회